# Umělecké plavání na mistrovství Evropy v plaveckých sportech 2014
Závody v uměleckém (synchronizovaném) plavání na mistrovství Evropy v plaveckých sportech za rok 2014 proběhly v Berlíně, Německo ve dnech 13. až 14. srpna 2014.

## Česká stopa
V disciplíně sólo startovalo 15 závodnic – Soňa Bernardová (*1976) z TJ Tesla Brno obsadila 8. místo.
V disciplíně dvojic startovalo 19 dvojic – Soňa Bernardová (*1976) z TJ Tesla Brno a Alžběta Dufková (*1990) z TJ Tesla Brno obsadily 7. místo.

## Výsledky

### Individuální disciplíny
| Ženy | Zlato                     | Zlato   | Stříbro                | Stříbro | Bronz                 | Bronz   |
| ---- | ------------------------- | ------- | ---------------------- | ------- | --------------------- | ------- |
| Sólo | Svetlana Romašinová (RUS) | 95,8333 | Ona Carbonellová (ESP) | 93,7000 | Anna Vološynová (UKR) | 92,3333 |

### Týmové disciplíny
| Ženy    | Zlato | Zlato    | Stříbro | Stříbro  | Bronz | Bronz    |
| ------- | --- | -------- | --- | -------- | --- | -------- |
| Dvojice | Rusko (RUS) (Darija Korobovová, Svetlana Kolesničenková) | 96,1000  | Ukrajina (UKR) (Lolita Ananasovová, Anna Vološynová) | 92,9000  | Španělsko (ESP) (Ona Carbonellová, Paula Klamburgová) | 92,1667  |
| Tým     | Rusko (RUS) (Vlada Čigirjovová, Svetlana Kolesničenková, Anisija Olchovová, Gelena Topilinová, Alla Šiškinová, Marija Šuročkinová, *Jelena Prokofjevová, *Darina Valitovová, *Michaela Kalančová, *Lilija Nizamovová)                                                 | 189,7601 | Ukrajina (UKR) (Lolita Ananasovová, Olena Hrečychinová, Olha Kondrašovová, Oleksandra Sabadová, Kateryna Sadurská, Anastasija Savčuková, Ksenija Sydorenková, Anna Vološynová)                                                               | 181,1484 | Španělsko (ESP) (Clara Basianaová, Alba Cabellová, Cristina Salvadorová, Margalida Crespíová, Ona Carbonellová, Paula Klamburgová, *Sara Levyová, *Meritxell Masová, *Clara Camachová, *Cecilia Jiménezová)                                            | 182,4800 |
| KOMBO   | Ukrajina (UKR) (Lolita Ananasovová, Olena Hrečychinová, Oleksandra Kašubová, Kateryna Rezniková, Oleksandra Sabadová, Kateryna Sadurská, Anastasija Savčuková, Ksenija Sydorenková, Anna Vološynová, Olha Zolotarovová, *Dana-Marija Klymenková, *Olha Kondrashovová) | 94,4333  | Španělsko (ESP) (Clara Basianaová, Clara Camachová, Ona Carbonellová, Margalida Crespíová, Sara Gijonová, Thaïs Henríquezová, Cecilia Jiménezová, Sara Levyová, Meritxell Masová, Cristina Salvadorová, *Alba Cabellová, *Paula Klamburgová) | 93,0333  | Itálie (ITA) (Elisa Bozzová, Beatrice Callegariová, Camilla Cattaneová, Linda Cerrutiová, Francesca Deiddaová, Costanza Ferrová, Manila Flaminiová, Mariangela Perrupatová, Dalila Schiesarová, Sara Sgarziová, *Alessia Pezoneová, *Federica Salaová) | 90,3333  |

## Medailová bilance
V uměleckém plavání se rozdělily celkem 4 sady medailí.
| Pořadí | Stát            |       | Muži    | Muži  | Muži  |         | Ženy  | Ženy  | Ženy    |       | Muži + Ženy | Muži + Ženy | Muži + Ženy | Celkem |
| Pořadí | Stát            | Zlato | Stříbro | Bronz | Zlato | Stříbro | Bronz | Zlato | Stříbro | Bronz |             |             |             | Celkem |
| ------ | --------------- | ----- | ------- | ----- | ----- | ------- | ----- | ----- | ------- | ----- | ----------- | ----------- | ----------- | ------ |
| 1.     | Rusko (RUS)     |       | 0       | 0     | 0     |         | 3     | 0     | 0       |       | 3           | 0           | 0           | 3      |
| 2.     | Ukrajina (UKR)  |       | 0       | 0     | 0     |         | 1     | 2     | 1       |       | 1           | 2           | 1           | 4      |
| 3.     | Španělsko (ESP) |       | 0       | 0     | 0     |         | 0     | 2     | 2       |       | 0           | 2           | 2           | 4      |
| 4.     | Itálie (ITA)    |       | 0       | 0     | 0     |         | 0     | 0     | 1       |       | 0           | 0           | 1           | 1      |
| Celkem | Celkem          |       | 0       | 0     | 0     |         | 4     | 4     | 4       |       | 4           | 4           | 4           | 12     |